# Dryomys nitedula
Dryomys nitedula és una espècie de mamífer rosegador esciüromorf de la família Gliridae. Es troba a l'est d'Europa, als Balcans i altres parts de l'Àsia central.

## Descripció
La seva aparença és semblant a un esquirol De mitjana, el dryomys nitedula mesura uns 110 mm de llarg amb una cua grisa esponjisa gairebé tan llarga com el seu cos. La longitud del cap i el cos pot variar des de 80 mm a 130 mm, mentre que la longitud de la cua pot variar des de 60 mm a 113 mm. La gamma de la seva massa corporal és d'entre 18 grams i 34 grams. La pell en les parts superiors del cos és gris-marró, mentre que les parts inferiors són de color blanc groguenc. Una ratlla negra envolta l'ull i s'estén a l'orella petita. Els bigotis formen un floc espès d'uns 10 mm de llarg. Hi ha sis coixinets a cada pota. Té simetria bilateral i és endotèrmica.